# Camauro

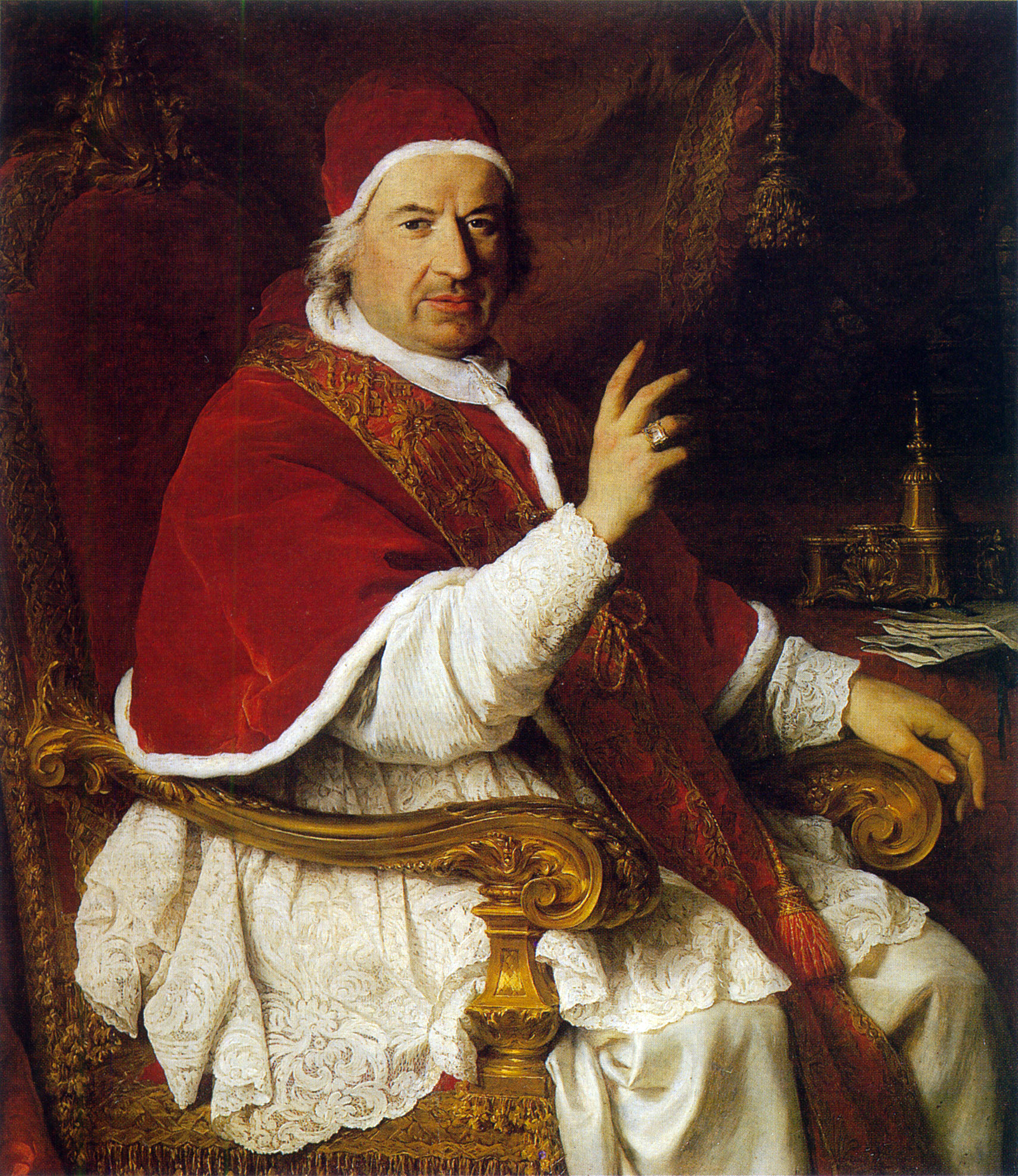
Benedicto XIV, en hábito coral, llevando el camauro.

Un camauro (del latín Camelaucum, y este del griego Kamelauchion, 'gorro de pelo de camello') es un gorro tradicionalmente llevado por el papa de la Iglesia católica, generalmente como parte de su hábito coral. El camauro es rojo con un ribete de armiño blanco y se lleva durante el frío invierno romano, encima del solideo. Está prohibido su uso durante las ceremonias litúrgicas, especialmente en la misa, donde está prescrito el uso de solideo blanco y mitra.

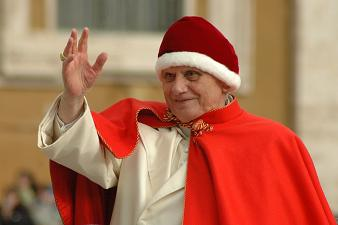
Benedicto XVI, en hábito diario, con un camauro.

El camauro cayó en desuso tras el pontificado de Juan XXIII, pero fue recuperado por Benedicto XVI a finales de 2005 durante las audiencias generales del 21 y 28 de diciembre, volviendo a caer en desuso después. En una entrevista a Peter Seewald afirmó que lo había empleado únicamente como modo de protegerse del frío, y que no lo había vuelto a usar a fin de que no surgieran otras interpretaciones de ese gesto.